# 天正 (張近堂)
天正（てんせい）は、清初に明政権の中興を号した張近堂が建てた私年号。1648年。
李崇智は『東華録』の記述に依拠し、「東明起義軍」（東明は山東省東明県）の項目を立ててこの元号の考証をおこなっており、首領の姓名は伝わっていないとしている。

## 西暦・干支との対照表
| 天正 | 元年    |
| 西暦 | 1648年  |
| 干支 | 丁亥    |
| 清   | 順治5年 |
| 南明 | 永暦2年 |